# 平成18年度全国高等学校総合体育大会
平成18年度全国高等学校総合体育大会（へいせい18ねんどぜんこくこうとうがっこうそうごうたいいくたいかい）は、2006年（平成18年）8月から2007年（平成19年）2月にかけて行われた全国高等学校総合体育大会である。
実施33競技のうち、29競技による夏季大会が2006年8月1日 - 8月25日を開催期間として近畿ブロック2府4県で、冬季大会の4競技が競技種目ごとに下記開催地および開催期間にてそれぞれ実施された。

## 夏季大会
夏季大会は、2006年8月1日から8月25日まで大阪府などで開催された。大会愛称は06総体THE近畿、大会スローガンは「君がひかり 近畿の空は青くそまる」。総合開会式は8月1日になみはやドームで行われた。
- 本大会よりカヌーを実施競技として追加。日本カヌー連盟主催で実施されていた全国高等学校カヌー選手権大会が、1998年の高体連との共催・2002年の高体連加盟を経て2006年の第22回大会より本大会カヌー競技大会との兼大会とされたものである[1]。正式参入は2007年佐賀大会から、インターハイ化が2006年からと決定していたことから、選手権大会で第4回大会以来の固定開催地であった山梨県富士河口湖町（精進湖）が本大会でのカヌー競技開催地となった。

### 概要
- 主催：財団法人全国高等学校体育連盟、滋賀県、京都府、大阪府、兵庫県、奈良県、和歌山県、山梨県、近畿2府4県教育委員会、山梨県教育委員会、関係全国中央競技団体
- 後援：文部科学省、財団法人日本体育協会、日本放送協会（NHK）
- 協賛：コカ・コーラ

### 実施競技・会場一覧
- 陸上競技（男女） - 大阪府大阪市（長居陸上競技場）
- レスリング（男） - 大阪府岸和田市（岸和田市総合体育館）
- 体操（競技・新体操、男女） - 競技・大阪府大阪市（大阪市中央体育館）、新体操・八尾市（八尾市立総合体育館）
- 弓道（男女） - 大阪府門真市（なみはやドーム）
- 水泳（競泳・飛込・水球、男女） - 競泳、飛込・大阪府門真市（なみはやドーム）、水球・大阪市（大阪プール）
- テニス（男女） - 兵庫県神戸市（神戸総合運動公園テニスコート他）
- バスケットボール（男女） - 大阪府大阪市、東大阪市、八尾市、守口市（大阪府立体育会館他）
- 登山（男女） - 奈良県天川村、上北山村（大峯山系・大台山系）
- バレーボール（男女） - 大阪府大阪市（舞洲アリーナ他）
- 自転車競技（トラック・ロード、男） - トラック・大阪府岸和田市（岸和田競輪場）、ロード・大阪市（舞洲・夢洲特設ロードコース）
- 卓球（男女） - 大阪府大阪市（大阪市中央体育館）
- ボクシング（男） - 大阪府熊取町（熊取町立総合体育館）
- ソフトテニス（男女） - 大阪府大阪市（マリンテニスパーク・北村）
- ホッケー（男女） - 大阪府大阪市、高石市（長居球技場他）
- ハンドボール（男女） - 大阪府堺市、大阪市（堺市家原大池体育館他）
- ウエイトリフティング（男）- 大阪府羽曳野市（羽曳野市立総合スポーツセンター）
- サッカー（男） - 大阪府高槻市、吹田市、大阪市、堺市（高槻市立総合スポーツセンター内陸上競技場、万博記念競技場、長居陸上競技場他）
- ヨット（男女） - 和歌山県和歌山市（和歌山セーリングセンター）
- バドミントン（男女） - 奈良県奈良市、大和郡山市（奈良市中央体育館他）
- フェンシング（男女） - 京都府大山崎町（大山崎町体育館）
- ソフトボール（男女） - 大阪府交野市、寝屋川市（交野市立総合体育施設グラウンド、寝屋川公園第1野球場・第2野球場他）
- 空手道（男女） - 大阪府東大阪市（東大阪市立総合体育館）
- 相撲（男） - 和歌山県和歌山市（和歌山ビッグホエール）
- アーチェリー（男女） - 奈良県橿原市（奈良県立橿原公苑陸上競技場）
- 柔道（男女） - 大阪府堺市（堺市金岡公園体育館）
- なぎなた（女） - 大阪府豊中市（豊中市立千里体育館）
- ボート（男女） - 滋賀県大津市（滋賀県立琵琶湖漕艇場）
- 剣道（男女） - 京都府京都市（京都府立体育館）
- カヌー（男女） - 山梨県富士河口湖町（精進湖）

## 冬季大会

### ラグビーフットボール大会
ラグビーフットボール大会は、第86回全国高等学校ラグビーフットボール大会として2006年12月27日 - 2007年1月7日に大阪府東大阪市の花園ラグビー場、花園中央公園多目的球技広場で開催された。